# Pachybrachis nigricornis
Pachybrachis nigricornis (лат.) — вид жуков-скрытоглавов из семейства листоедов (Chrysomelidae). Северная Америка: Канада и США. Длина самцов 2,1—2,2 мм, ширина 1,17—1,21 мм. Основная окраска чёрная с желтыми отметинами; проторакс почти полностью чёрный. Ассоциирован с растениями Cassandra calyculata (Ericaceae), Potentilla simplex, Fragaria sp. (Rosaceae), Desmodium sp., Lespedeza virginica (Fabaceae). Вид был впервые описан в 1824 году американским энтомологом Томасом Сэйем.